# Nicolás de Baeza
Nicolás de Baeza fue un religioso español.

## Biografía
Nació en Burgos a comienzos del siglo XVI o finales del anterior. Tomó el hábito benedictino en el monasterio de San Juan de esa misma ciudad en 1517, y pasó luego a otros colegios a hacer sus estudios, que terminó, graduándose de doctor en ambos derechos.
Según el Intento de un diccionario biográfico y bibliográfico de autores de la provincia de Burgos de Martínez Añíbarro y Rives:

Fue muy inteligente en diplomática y paleografía, y a él debió el Monasterio la salvación de la mayor parte de los documentos del archivo en el incendio ocurrido en el año 1537.

Hacia octubre de 1543 escribió un tratado, titulado Sobre los diezmos de la Iglesia de San Juan y Parroquia de San Lesmes, que contenía noticias sobre los términos de las propiedades, costumbres y privilegios reales referentes a los objetos del escrito.